# Kychová (potok)
Kychová je levostranným přítokem Vsetínské Bečvy v okrese Vsetín ve Zlínském kraji. Název potoka je shodný s údolím Javorníků Kychová. Délka toku činí 8,7 km. Plocha povodí měří 13,0 km².

## Průběh toku
Pramení na západním svahu Papajského sedla těsně od státní hranice se Slovenskem v nadmořské výšce okolo 780 m. Do Vsetínské Bečvy se vlévá v obci Huslenky v nadmořské výšce okolo 400 m.

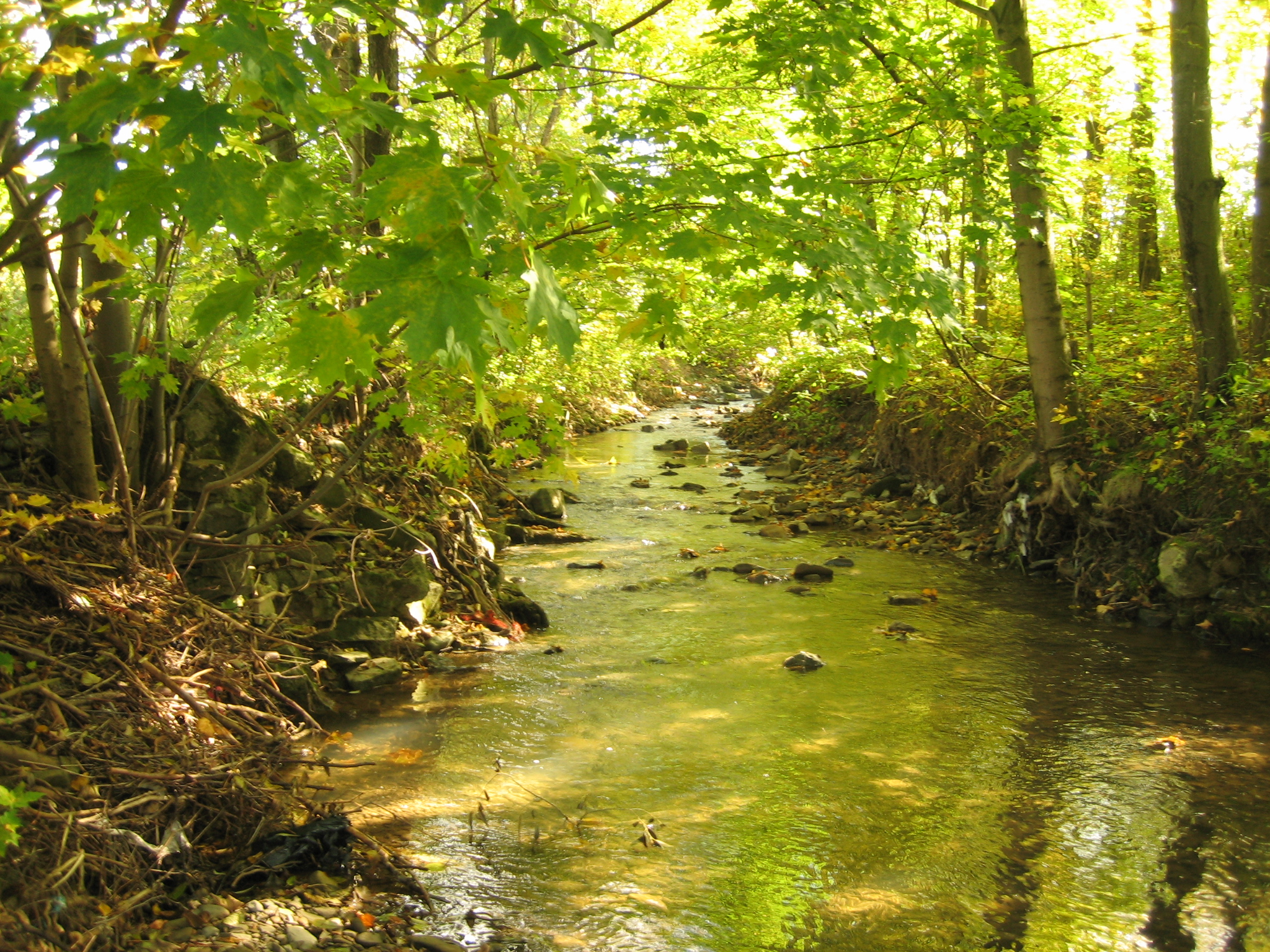
Kychovský potok nad ústím do Vsetínské Bečvy
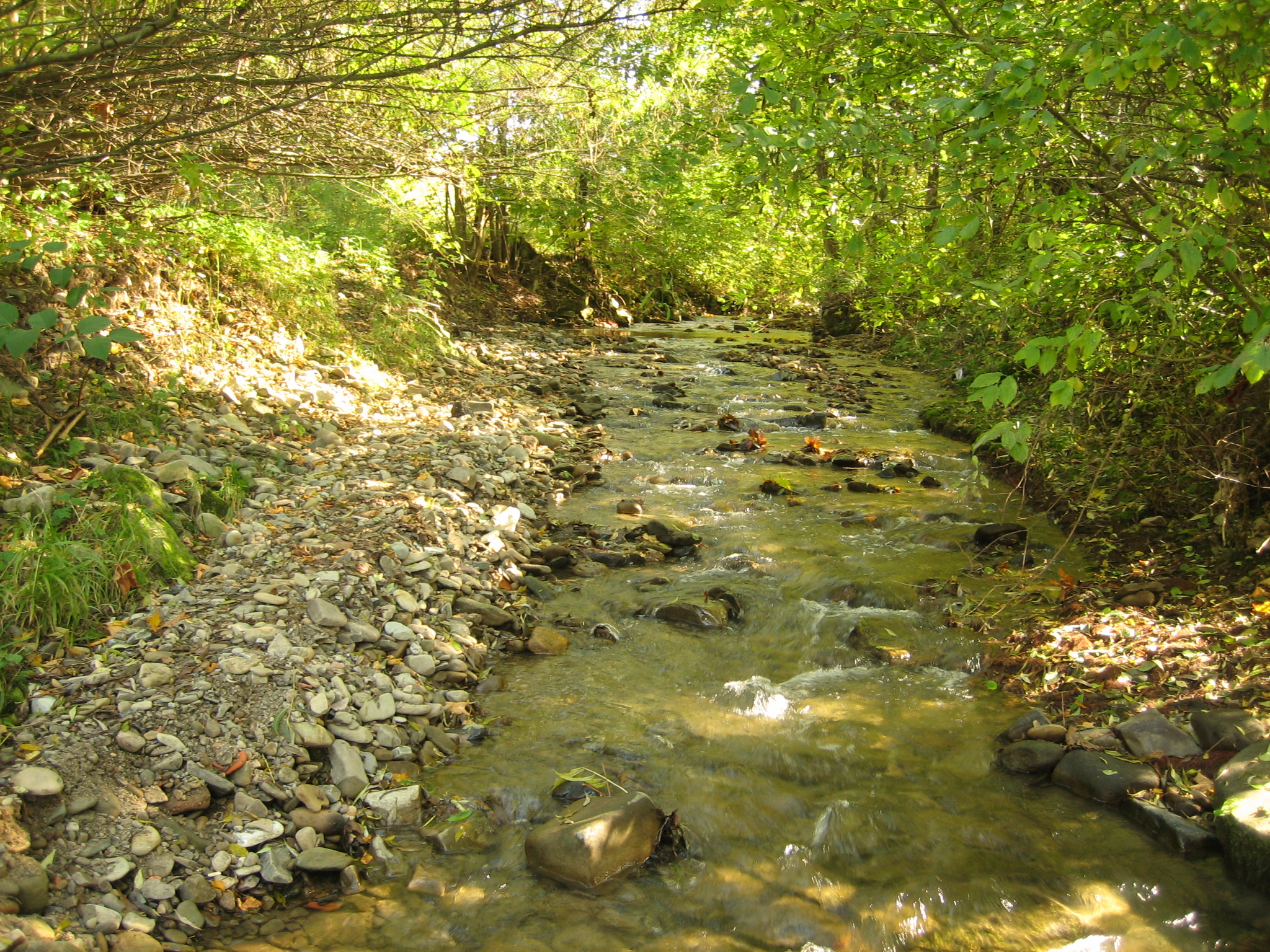
Kychovský potok